# Кіровоградська обласна асоціація футболу
Кіровоградська обласна асоціація футболу — обласна громадська спортивна організація, заснована 1995 року. Є колективним членом Української асоціації футболу. 

## Турніри
- Чемпіонат Кіровоградської області з футболу
- Кубок Кіровоградської області з футболу

## Контакти
Адреса:  Україна, Кропивницький, вул. В. Чміленка 87/48 офіс 13